# Луковская, Дженевра Игоревна
Джене́вра И́горевна Луко́вская (род. 14 марта 1939 года в Ленинграде) — советский и российский учёный-правовед, доктор юридических наук, профессор, почётный профессор Санкт-Петербургского государственного университета (2008). Специалист в области теории государства и права, истории правовых и политических учений, прав человека.

## Биография
Жительница блокадного Ленинграда. Получила высшее юридическое образование в Ленинградском государственном университете в 1964 году. В 1968-м году окончила обучение в очной аспирантуре и в 1972 году на юридическом факультете университета защитила кандидатскую диссертацию по теме «Социологическое направление во французской теории права» (научный руководитель доц. И. Б. Зильберман). В 1986 году получила докторскую степень, защитив диссертацию по теме «Теоретико-методологические проблемы истории политических и правовых учений». В этой работе автором была предложена новаторская герменевтическая программа понимания и истолкования политико-правовых текстов.
С 1964 года и в период 1968—1974 гг. работала во всесоюзном научно-теоретическом журнале «Правоведение». С 1974 года преподаёт на юридическом факультете СПбГУ и в вузах МВД России. Область научных интересов: проблемы общей теории права, прав человека, истории политических и правовых учений.
Профессор кафедры теории и истории государства и права СПбГУ, член редколлегии всероссийского научно-теоретического журнала «Правоведение», всероссийского научно-правового журнала «История государства и права». Преподаёт с 1974 года, среди её учеников — Владимир Владимирович Путин.
Муж — поэт и филолог С. С. Гречишкин (1948—2009).

## Награды и почётные звания
- Орден Дружбы (2005)[6]
- Диплом Ассоциации юристов России (2012)
- Почетная грамота СПбГУ за высокое педагогическое мастерство и подготовку научных кадров (1991)
- Премия за научные труды — первой степени (2001) и второй степени (1987)
- Заслуженный деятель науки РФ
- Почётный работник высшего профессионального образования России
- Премия «Юрист года» в номинации «За вклад в Правовое просвещение» (2015)[7]
- Председатель диссертационного совета СПбГУ по специальности Д 212.232.70
- Член докторского диссертационного совета в Институте государства и права РАН по специальности 12.00.01

## Основные работы
Автор около 100 научных и учебно-методических публикаций.
- Социологическое направление во французской теории права / Отв. ред. В. А. Туманов. Л., 1972.
- У истоков правовой мысли в Древней Греции // Правоведение, 1977. — № 1.
- Философия и политика // Из истории развития политико-правовых идей. М., 1984.
- Жан-Жак Руссо // История политических и правовых учений. XVII—XVIII вв. М., 1989.
- Идейно-теоретическая подготовка революции // Рождение французской буржуазной политико-правовой системы. Л., 1990.
- Луковская Д. И., Морозов В. И., Гречишкин С. С. Сперанский: Краткий очерк жизни и деятельности // М. М. Сперанский. Жизнь, творчество, государственная деятельность. Сб. статей. СПб., 2000. С. 3—67.
- Институт генерал-губернаторства и наместничества в Российской Империи. Т. 1. СПб., 2001 (науч. редактор).
- Предмет и методология истории политических и правовых учений / Правоведение. 2007. — № 3. Личность и право // История государства и права. 2007. № 11-16 (серия статей).
- Политико-правовые учения в Древней Греции // История государства и права. 2008. № 11-16, 24 (серия статей).
- Концепция правовой системы как отечественный проект интегральной юриспруденции // Правовые идеи и институты в историко-теоретическом дискурсе. М., 2008.
- Системный подход в теории права / Д. И. Луковская, М. А. Капустина // Наука теории и истории государства и права в поисках новых методологических решений : коллект. моногр. / отв. ред. А. А. Дорская. — СПб.: Астерион, 2012.
- Луковская Д. И., Васильев И. А., Волкова С. В. Правовые и политические учения в странах Древнего Востока. — СПб.: Лема, 2013.
- Конституция Российской Федерации 1993 г. и формирование российского конституционализма: доктринальный аспект // Российский конституционализм в контексте историко-правовых исследований: сборник научных трудов / Общ. ред. Д. И. Луковской, Н. В. Дунаевой. Вып. 1. СПб.: Президентская библиотека, 2014. Серия «Историческое правоведение».
- «Не все слова уже сказаны…» (о коммуникативной теории права А. В. Полякова) // Коммуникативная теория права и современные проблемы юриспруденции: К 60-летию Андрея Васильевича Полякова. Коллективная монография в 2-х томах. Т. I. Коммуникативная теория права в исследованиях отечественных и зарубежных ученых / Под ред. М. В. Антонова, И. Л. Честнова; предисловие Д. И. Луковской, Е. В. Тимошиной. — СПб.: Издательский Дом «Алеф-Пресс», 2014.
- Луковская Д. И., Поляков А. В. Правовые и политические учения в Древней Греции. Учебно-методическое пособие для обучающихся по направлению подготовки бакалавриата «Юриспруденция» / СПб.: СПбГУ, 2014.